# Formica pisarskii
Formica pisarskii é uma espécie de formiga do gênero Formica, pertencente à subfamília Formicinae.